# Dave Duncan
David John „Dave“ Duncan (* 30. Juni 1933 in Newport-on-Tay, Schottland; † 29. Oktober 2018) war ein kanadischer Fantasy-Autor.
Nach dem Studium an der Universität von St. Andrews zog er 1955 nach Kanada, um als Geologe auf den Erdölfeldern im Westen des Landes zu arbeiten. Seit er für sich entdeckte, dass imaginäre Welten befriedigender sind als das reale Geschehen, hat er mehr als 30 Romane geschrieben. Neben dem Fantasy-Genre schrieb er auch Jugendbücher, Science Fiction und historische Romane.
Er war seit 1959 mit Janet verheiratet. Sie haben einen Sohn und zwei Töchter. Duncan lebte bis zu seinem Tod im Jahr 2018 in Victoria (British Columbia).

## Pseudonyme
- Ken Hood
- Sarah B. Franklin

## Werk

### Das siebente Schwert (Heyne) / Das siebte Schwert (Bastei)(The Seventh Sword)
Häufig werden Leute ja dadurch zu Helden, dass sie ihre Leben für andere geopfert haben. Ganz anders Walter Charles Smith – der stirbt an den Folgen eines Zeckenbisses und muss das mit dem Held-sein anscheinend noch nachholen. Denn er findet sich nach seinem Tod plötzlich im Körper eines Schwertkämpfers der siebten Stufe wieder, auf einer völlig fremden Welt, in der Götter recht realen Einfluss auf das Leben der Bewohner nehmen. Fortan soll er als Shonsu Walliesmith einer Clique finsterer Magier den Garaus machen.
- Vol. 1: The Reluctant Swordsman, 1988

Band 1: Der zögernde Schwertkämpfer, Heyne, 1990, ISBN 3-453-04311-1
Band 1: Der widerspenstige Schwertkämpfer, Bastei-Lübbe, 2003, ISBN 3-404-20462-X
Wallie muss sich erst mal an den Gedanken gewöhnen, dass er eigentlich tot ist, wenn auch irgendwie nicht so richtig. Dass ein Halbgott mit ihm redet, lässt ihn auch eher an seinem Verstand oder zumindest an seinem Wachzustand zweifeln. Doch lassen ihm die erlittenen Qualen letztlich keine andere Möglichkeit, als sich der neuen Realität zu stellen.
- Vol. 2: The Coming of Wisdom, 1988

Band 2: Die Ankunft des Wissens, Heyne, 1990, ISBN 3-453-04312-X
Band 2: Die Wiege des Wissens, Bastei-Lübbe, 2003, ISBN 3-404-20465-4
Wallie ist aufgebrochen, das Rätsel der Göttin zu lösen. Stück für Stück lernt er seine Aufgabe und seine Gegner kennen. Manche Lösung ergibt sich aber eher unfreiwillig, weshalb ihn das unangenehme Gefühl beschleicht, dass die Göttin mit ihm spielt.
- Vol. 3: The Destiny of the Sword, 1988

Band 3: Die Bestimmung des Schwertes, Heyne, 1990, ISBN 3-453-04313-8
Band 3: Das Schicksal des Schwertes, Bastei-Lübbe, 2003, ISBN 3-404-20477-8
Wallie gelingt es, sich zum Anführer im Kampf gegen die Magier zu machen. Doch dann hört er erstmals die vollständige Prophezeiung, der zufolge er ein weiteres Mal sterben muss. Das erleichtert sein weiteres Vorgehen nicht wirklich …

### Pandemia

#### Die Pandemia-Saga (A Man of His Word)
- Vol. 1: Magic Casement, 1990

Band 1: Der Weg nach Kinvale, Bastei-Lübbe, 1995, ISBN 3-404-20263-5
- Vol. 2: Faery Lands Forlorn, 1991

Band 2: Die Insel der Elben, Bastei-Lübbe, 1995, ISBN 3-404-20271-6
- Vol. 3: Perilous Seas, 1991

Band 3: Das Meer der Leiden, Bastei-Lübbe, 1996, ISBN 3-404-20277-5
- Vol. 4: Emperor and Clown, 1991

Band 4: Die Stadt der Götter, Bastei-Lübbe, 1996, ISBN 3-404-20288-0

#### Die zweiten Chroniken von Pandemia (A Handful of Men)
- Vol. 1: The Cutting Edge, 1992

Band 1: Der Thron des Zauberers, Bastei-Lübbe, 1997, ISBN 3-404-20303-8
- Vol. 2: Upland Outlaws, 1993

Band 2: In Acht und Bann, Bastei-Lübbe, 1997, ISBN 3-404-20312-7
- Vol. 3: The Stricken Field, 1993

Band 3: Das verlassene Schlachtfeld, Bastei-Lübbe, 1997, ISBN 3-404-20318-6
- Vol. 4: The Living God, 1994

Band 4: Der lebende Gott, Bastei-Lübbe, 1998, ISBN 3-404-20328-3

### Omar (The Omar books)
- Vol. 1: The Reaver Road, 1992

Band 1: Die Straße der Plünderer, 2010, Lübbe : ISBN 978-3-404-20614-8
- Vol. 2: The Hunters' Haunt, 1995

Band 2: Die Jägersschänke, 2010, Lübbe : ISBN 978-3-404-20626-1
Auf Deutsch erschienen die Omar-Romane auch als Sammelband:
Band 1–2: Omar, der Geschichtenerzähler, 2007, Otherworld HC, ISBN 3-9502185-2-1

### Das große Spiel (The Great Game)
- Vol. 1: Past Imperative, 1995

Band 1: Das Tor ins Gestern, Bastei-Lübbe, 1999, ISBN 3-404-20356-9
- Vol. 2: Present Tense, 1996

Band 2: Die Klippen des Heute, Bastei-Lübbe, 1999, ISBN 3-404-20365-8
- Vol. 3: Future Indefinite, 1997

Band 3: Der Preis der Zukunft, Bastei-Lübbe, 1999, ISBN 3-404-20374-7

### Die Legende von Longdirk dem Highlander (The Years of Longdirk)
Diesen Zyklus hat Duncan im Original unter dem Pseudonym Ken Hood veröffentlicht.
- Vol. 1: Demon Sword, 1995

Band 1: Im Schatten des Khan, Bastei-Lübbe, 2002, ISBN 3-404-20439-5
- Vol. 2: Demon Rider, 1997

Band 2: Die goldene Horde, Bastei-Lübbe, 2002, ISBN 3-404-20444-1
- Vol. 3: Demon Knight, 1998

Band 3: Die Rache des Khan, Bastei-Lübbe, 2003, ISBN 3-404-20454-9

### King's Blades

#### Des Königs Klingen 1–3 (Tales of the King's Blades)
- Vol. 1: The Gilded Chain, 1998

Band 1: Die vergoldete Kette, Bastei-Lübbe, 2001, ISBN 3-404-20412-3
- Vol. 2: Lord of the Fireland, 1999

Band 2: Der Herr des Feuerlandes, Bastei-Lübbe, 2001, ISBN 3-404-20422-0
- Vol. 3: Sky of Swords, 2000

Band 3: Schwur der Schwerter, Bastei-Lübbe, 2001, ISBN 3-404-20429-8

#### Des Königs Klingen 4–6 (Chronicles of the King's Blades)
- Vol. 1: Paragon Lost, 2002

Band 4: Die verlorene Klinge, Bastei-Lübbe, 2004, ISBN 3-404-20491-3
- Vol. 2: Impossible Odds, 2003

Band 5: Der Tanz der Klingen, Bastei-Lübbe, 2006, ISBN 3-404-20541-3
- Vol. 3: The Jaguar Knights, 2004

Band 6: Die Jaguar-Krieger, Bastei-Lübbe, 2007, ISBN 3-404-20567-7

#### Des Königs Dolche (The King's Daggers)
- Vol. 1: Sir Stalwart, 1999

Band 1: Sir Stahlhart, enthalten in: Des Königs Dolche
- Vol. 2: The Crooked House, 2000

Band 2: Sir Ambrose, enthalten in: Des Königs Dolche
- Vol. 3: Silvercloak, 2001

Band 3: Silbermantel, enthalten in: Des Königs Dolche
Auf Deutsch erschien diese Trilogie bisher nur als Sammelband:
Band 1–3: Des Königs Dolche, Otherworld HC, ISBN 3-9502185-0-5

### The Dodec Books
- 2006: Children of Chaos, ISBN 0-7653-1483-5
- 2007: Mother of Lies

### The Alchemist
- 2007: The Alchemist's Apprentice
- 2008: The Alchemist's Code
- 2009: The Alchemist's Pursuit

### Brothers Magnus
- 2010: Speak to the Devil
- 2011: When the Saints

### Einzelromane
- 1987: A Rose-Red City, ISBN 0-345-34098-1.
- 1987: Shadow, ISBN 0-345-34274-7.
- 1989: West of January, ISBN 0-345-35836-8.
- 1990: Strings, ISBN 0-345-36191-1.
- 1991: Hero!, ISBN 0-345-37179-8.
- 1995: The Cursed

Die Verfluchten, Bastei-Lübbe, 1995, ISBN 3-404-20336-4.
- 1998: Daughter of Troy, 1998, ISBN 0-380-79353-9. (als Sarah B. Franklin)

Eine Tochter Trojas, Bastei-Lübbe, 2001, ISBN 3-404-28326-0.
Eine Tochter Trojas, Bastei-Lübbe, 2003, ISBN 3-404-20464-6.
Dieser Roman wurde auch in Deutschland unter dem Pseudonym Sarah B. Franklin veröffentlicht.
- 2008: Ill Met in the Arena , ISBN 0-765-31687-0.
- 2010: Pock's World, ISBN 1-894063-47-3.
- 2012: Against the Light, ISBN 1-61218-203-8.

Dunkles Licht, AmazonCrossing, 2013, ISBN 1-611-09833-5.

### Kurzgeschichten
- „Boy at Heart“, 1989
- „Under Another Moon“, 1990
- „The Others“, 1992 (Gedicht)
- „Looking Forward: Excerpt from The Reaver Road“, 1992
- „Westward Look (Excerpt)“, 1993
- „Sky of Swords: A Tale of the King's Blades (Excerpt)“, 2000